# 贵州络石
贵州络石（学名：Trachelospermum cathayanum）为夹竹桃科络石属的植物。分布于中国大陆的贵州、四川等地，多生长在山地林中。